# نیل هارتیگان
نیل هارتیگان (انگلیسی: Neil Hartigan؛ زادهٔ ۴ مهٔ ۱۹۳۸) سیاست‌مدار اهل ایالات متحده آمریکا است.